# 라이나 생명
라이나생명보험주식회사는 대한민국의 생명보험회사로, 스위스 처브(Chubb)의 자회사이다. 1987년에 세워졌으며, 비 한국계 생명보험사로는 최초로 대한민국에 진출한 회사이다. 본점은 종로구청 근처인 서울특별시 종로구 삼봉로 48 (청진동 188) 라이나타워에 있다.
라이나라는 이름은 1956년에 세워진, 시그나의 미국 내 생명보험 자회사인 라이프 인슈어런스 컴퍼니 오브 노스 아메리카(영어: Life Insurance Company of North America; 약칭: LINA 라이나[*])에서 유래했다.

## 같이 보기
- Chubb